# Tachina errors
Tachina errors är en tvåvingeart som först beskrevs av Robineau-desvoidy 1830.  Tachina errors ingår i släktet Tachina och familjen parasitflugor.
Artens utbredningsområde är Frankrike. Inga underarter finns listade i Catalogue of Life.